# Я — козачка твоя (альбом)
«Я — козачка твоя» — альбом Раїси Кириченко 2002 року видавництва лейблу NAC на CD та компакт-касеті (NAC 0385, без пісні «Сонечко любові»).
У 2003, було видано однойменну книгу з автобіографією співачки.
У 2008 було перевидано альбом на компакт-касеті (MC 0507) та CD (0212), з набором усіх пісень CD альбому 2002 року, але зі зміненим їх порядком та ноавою обкладинкою.

## Список пісень
1. Я — козачка твоя (музика — М. Збарацький, слова — Н. Галковська) — 3:37
2. Над моєю долею (музика — Л. Нечипорук, слова — В. Крищенко) — 4:19
3. Мамина пісня (музика — О. Чухрай, слова — Л. Вернигора) — 4:06
4. Королева балу (музика — М. Катричко, слова — Т. Гаєвська) — 3:05
5. Гірка покара (музика — Л. Єрмакова, слова — Г. Чубач) — 4:48
6. Доля Вкраїни (музика — О. Чухрай, слова — В. Назаренко) — 4:02
7. Святий вечір (музика — О. Чухрай, слова — А. Лихошвай) — 3:27
8. Я — Україна (музика — В. Соколик, слова — Н. Шакун) — 3:01
9. Синьоокі солов'ї (музика — О. Чухрай, слова — М. Шевченко) — 4:04
10. Диво всепрощенної любові (музика — О. Чухрай, слова — В. Назаренко) — 4:54
11. Яблунева доля (музика — А. Пашкевич, слова — Д. Луценко) — 4:09
12. Від весни до літа (музика — Л. Нечипорук, слова — В. Крищенко) — 4:27
13. Ластівка (музика — В. Кулик, слова — Д. Луценко) — 4:06
14. Я вдячна всім (музика — М. Свидюк, слова — М. Бойко) — 4:16
15. Кущ осінньої калини (музика — О. Бурміцький, слова — М. Луків) — 4:17
16. Сонечко любові (музика — О. Чухрай, слова — В. Назаренко) — 3:46